# میلی برادی
میلی بِرِیدی (انگلیسی: Millie Brady؛ زادهٔ ۲۴ دسامبر ۱۹۹۳) هنرپیشه، مدل اهل بریتانیا است. وی از سال ۲۰۱۴ میلادی تاکنون مشغول فعالیت بوده‌است.
از فیلم‌ها یا برنامه‌های تلویزیونی که وی در آن نقش داشته‌است می‌توان به آخرین پادشاهی، روح نوجوان اشاره کرد.